# Bajo Jagüé
Bajo Jagüé es una localidad argentina ubicada en el Departamento Vinchina de la Provincia de La Rioja. Se encuentra sobre la Ruta Nacional 76, 36 km al oeste de Villa San José de Vinchina.

## Economía
La localidad depende de la agricultura practicada bajo riego, entre cuyos cultivos se pueden nombrar trigo, maíz, alfalfa y avena; en ganadería se destaca la cría de ovinos. Es atravesada por el río de la Troya.

## Sismicidad
La sismicidad de la región de La Rioja es frecuente y de intensidad baja, y un silencio sísmico de terremotos medios a graves cada treinta años en áreas aleatorias. Sus últimas expresiones se produjeron:
- 12 de abril de 1899 (125 años), a las 16.10 UTC-3 con 6,4 Richter; como en toda localidad sísmica, aún con un silencio sísmico corto, se olvida la historia de otros movimientos sísmicos regionales (terremoto de La Rioja de 1899).
- 24 de octubre de 1957 (67 años), a las 22.07 UTC-3 con 6,0 Richter (terremoto de Villa Castelli de 1957): además de la gravedad física del fenómeno se unió el olvido de la población a estos eventos recurrentes.
- 28 de mayo de 2002 (22 años), a las 0.03 UTC-3, con 6,0 escala Richter (terremoto de La Rioja de 2002).[4]